# Stuppington
Stuppington är en by som ligger i närheten av Canterbury i Kent i England. Området ingår administrativt i distriktet City of Canterbury.